# 津田鍛雄

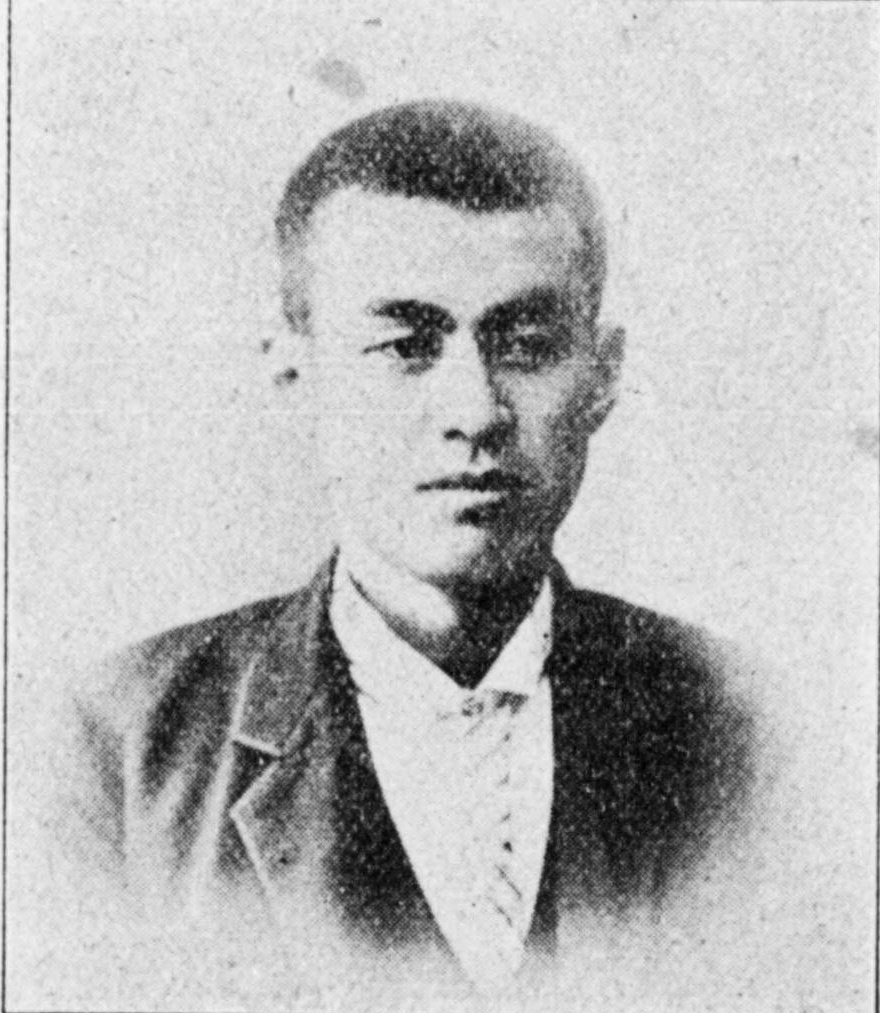
津田鍛雄

津田 鍛雄（つだ かじお、1871年6月22日（明治4年5月5日）- 1921年（大正10年）11月30日）は、明治から大正期の実業家、政治家。衆議院議員。

## 経歴
備前国児島郡天城村（岡山県児島郡藤戸村、藤戸町を経て現倉敷市藤戸町天城）で、岡山藩天城池田家家臣・津田一陣の長男として生まれた。6歳で父（陸軍少尉）は西南戦争（田原坂の戦い）で戦死した。小学校、大津開達学校を経て、1894年（明治17年）9月、京都同志社に入り、1889年（明治22年）同志社普通学校を卒業。その後、東京専門学校（現早稲田大学）英語政治科で学んだ。
1895年（明治28年）9月に帰郷。有志と岡山英学校を設立。また、味野紡績、児島銀行の創設にも参画し、同行相談役、同支配人を務めた。1902年（明治35年）8月、第7回衆議院議員総選挙（岡山県郡部、壬寅会）で当選し、衆議院議員に1期在任した。
その後朝鮮に渡り、平安北道熙川郡の金鉱採掘権を取得し、韓国金鉱社長、朝鮮鉱業理事、朝鮮森林鉄道取締役、朝鮮興業鉄道取締役、朝鮮私設鉄道協会理事などを務めた。
1921年11月、朝鮮で死去した。